# Tóth László (színművész, 1971)
Tóth László (Bátyú, 1971. december 5. –) magyar színművész.

## Életpályája
1971-ben született a kárpátaljai Bátyúban. 1993-ban diplomázott a kijevi Állami Karpenko-Karij Színház- és Filmművészeti Egyetemen. 1993–2006 között a Beregszászi Illyés Gyula Magyar Nemzeti Színház, 2006–2013 között a debreceni Csokonai Színház tagja volt. 2013-tól a Nemzeti Színház színésze.

## Fontosabb színházi szerepei
- Lukácsy György: Hazatérés, misztériumjáték Esterházy János gróf életéről (2022) – Esterházy János
- Ivan Viripajev: Álomgyár /Dreamworks/ (2018) – Maximilian, amerikai buddhisták gazdag mecénása
- Bertolt Brecht: A gömbfejűek és a csúcsfejűek (2018) – A bíró
- Katona József: Bánk bán (2017) – Simon bán
- Szőcs Géza műve alapján: Csíksomlyói passió (2017) – Jeruzsálemi
- Ivan Viripajev: Részegek (2016) – Karl
- Dosztojevszkij: A krokodilus (2016) – Tyimofej Szemjonics
- Rostand: Cyrano de Bergerac (2016) – Castel Jaloux, kapitány
- Krúdy Gyula: Szindbád (2015)
- Örkény István: Tóték (2014) – Tót
- Shakespeare: Szentivánéji álom (2014) - Egéus
- Csehov: Három nővér (2013) – Alekszandr Ignatyevics Versinyin
- Szergej Medvegyev: Fodrásznő (2013)
- Oleg Zsukovszkij: Mesés férfiak szárnyakkal (2013)
- Csehov: Csehov – Egyfelvonásos komédiák: Leánykérés (2013) – Ivan Vasziljevics Lomov
- Tamási Áron: Vitéz lélek (2013) – Kristóf

## Filmszerepei
- Ők tudják, mi a szerelem (2024)

## Díjai
- Csurka László-díj (2023)[3]